# Sherwood Content
Sherwood Content ist eine Streusiedlung im Norden von Jamaika. Die Stadt befindet sich im County Cornwall im Parish Trelawny. Die genaue Einwohnerzahl ist nicht bekannt. Die Gemeinschaft setzt sich aus den zuvor eigenständigen Siedlungen Content, Coxheath, Piemont und Sherwood zusammen.

## Etymologie
Der Name Sherwood Content setzt sich aus den beiden Ortsnamen Sherwood und Content, den beiden größten Siedlungen der zuvor eigenständigen Gemeinden zusammen.

## Geografie
Sherwood Content befindet sich im Durchschnitt 210 Meter über dem Meeresspiegel. Das hügelige Gebiet im Umkreis der Stadt ist stark bewaldet. Die nächstgelegene Ortschaft ist das ungefähr fünf Kilometer entfernte Duanvale im Osten. Falmouth, die Hauptstadt und größter Ort des Parish, liegt circa 20 Kilometer nördlich an der Küste.

## Kultur und Umwelt

### Bauwerke
In Sherwood Content stehen einige erhaltene Wohnhäuser aus dem frühen 19. Jahrhundert, die meisten befinden sich jedoch in einem schlechten Zustand.

### Kirchen
Die größte Kirche des Ortes ist die Waldensia Baptist Church.

## Söhne und Töchter der Stadt
- Usain Bolt (* 1986), jamaikanischer Sprinter